# Come state?
Come state? è il terzo album di Luigi Grechi, pubblicato nell'autunno 1979.

## Il disco
Il terzo e ultimo album per la PDU di Luigi Grechi viene realizzato con la partecipazione di session man di riconosciuto valore (come Lucio “violino” Fabbri, poi confluito nella Premiata Forneria Marconi).
Accanto a un classico di Grechi come “Chitarrista cieco”,  spicca anche una traduzione di “One of us cannot be wrong” da Leonard Cohen (intitolata “La regola d'oro”) e due canzoni scritte insieme al fratello, Francesco De Gregori: la prima Dublino, verrà reincisa da Luigi Grechi in alcuni dischi successivi, mentre Sotto una bandiera si caratterizza per il testo, che è una traduzione in italiano riadattata del canto tradizionale siciliano Vitti 'na crozza.
Musicalmente questo disco riprende lo stile tipico di Grechi, con influssi folk e cantautorali, ma non manca un rock'n'roll, Rock della crostata; il brano finale, Tema di Polmonidipiombo, è strumentale.
La copertina dell'album, che ritrae il cantautore, è stata curata da Luciano Tallarini.
Come i precedenti, anche questo disco non è mai stato stampato in cd.

## Tracce

### LP
Lato A
1. Come state? – 4:36 (Luigi Grechi)
2. La regola d'oro – 4:46 (Luigi Grechi (testo italiano); testo originale e musica di Leonard Cohen)
3. Polmonidipiombo e panciacromata – 3:41 (Luigi Grechi)
4. Rock della crostata – 3:39 (Luigi Grechi)

Lato B
1. Dublino – 3:31 (Luigi Grechi, Francesco De Gregori)
2. Sotto una bandiera – 3:06 (Luigi Grechi, Francesco De Gregori)
3. Chitarrista cieco – 3:30 (Luigi Grechi)
4. Flu – 3:01 (Luigi Grechi)
5. Tema di Polmonidipiombo – 3:41 (Luigi Grechi)

## Formazione
- Luigi Grechi – voce, chitarra acustica
- Bruno Crovetto – basso
- Andy Surdi – batteria, percussioni
- Dino D'Autorio – basso
- Ottavio Corbellini – batteria, percussioni
- Antonio Mastino – basso
- Sergio Parisini – pianoforte
- Mario Nobile – pianoforte, Fender Rhodes, chitarra classica
- Roberto Colombo – pedal steel guitar
- Carlo Russo – chitarra acustica, chitarra elettrica
- Renzo Bagorda – banjo, dobro
- Lucio Fabbri – violino
- Bruno De Filippi – armonica
- Francesco De Gregori – voce in Dublino